# Michel Boyer (peintre)
Pour les articles homonymes, voir Michel Boyer et Boyer.
Michel Boyer (Le Puy, 1668 - Paris, 1724) est un peintre français de natures mortes.
Il voyage en Italie pendant sa jeunesse, et est reçu à l'Académie royale de Peinture et de Sculpture en 1701. Peintre de natures mortes, il se spécialise dans la représentation de scènes dépouillées, peuplées d'instruments de musique, en particulier d'instruments à corde (violons, luths, guitares...). Il réalise également plusieurs paysages.

## Œuvres

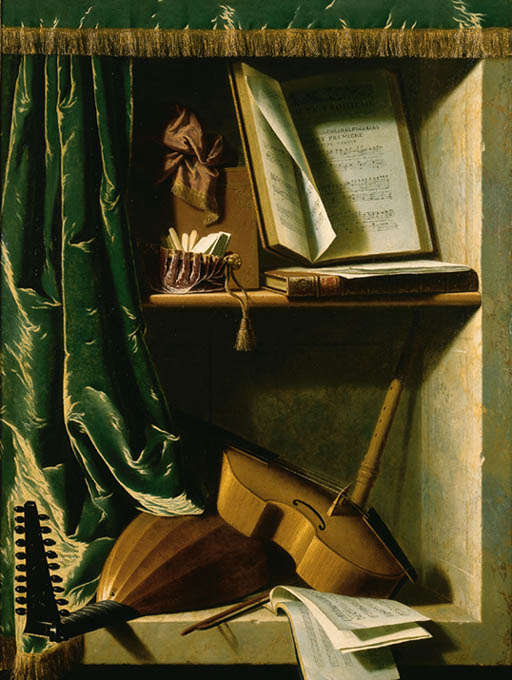
Luth, viole, flûte et livres de musique

- Basse, cahier de musique et épée, 1693, Paris, musée du Louvre
- Luth, violon, cahier de musique et tricorne, Paris, musée du Louvre
- Luth, viole, flûte et  livres de musiques, (vendu chez Christie's en 1999)
- Nature morte au violon et devant de cheminée, Paris, musée du Louvre
- Palais bâti sur un canal, 1701, Versailles, musée national du château
- Port au soleil couchant, Varzy, musée Auguste Grasset
- Repas dans une architecture, Varzy, musée Auguste Grasset